# Stanisław Rakoczy (1948–2013)
Stanisław Rakoczy (ur. 13 września 1948 w Mordarce, zm. 7 grudnia 2013 w Starej Wsi) – polski prawnik i polityk, poseł na Sejm I kadencji.

## Życiorys
Syn Jana i Marii. Ukończył w 1976 studia na Wydziale Prawa i Administracji Uniwersytetu Jagiellońskiego. Pracował od 1977 jako referent prawny, następnie praktykował jako radca prawny. Od 1991 do 1993 pełnił funkcję posła I kadencji, wybranego z listy Wyborczej Akcji Katolickiej w okręgu nowosądeckim. Należał do Zjednoczenia Chrześcijańsko-Narodowego. W 1997 kandydował bezskutecznie do Sejmu z ramienia AWS. W wyborach samorządowych w 1998 bez powodzenia ubiegał się o mandat radnego sejmiku małopolskiego z listy komitetu Rodzina Polska. 
W 2007 przystąpił do Prawicy Rzeczypospolitej. Pełnił funkcję pełnomocnika okręgowego tej partii w Nowym Sączu. W ramach jej porozumienia z Ligą Polskich Rodzin bez powodzenia kandydował z listy Ligi w przedterminowych wyborach parlamentarnych w 2007. Prowadził kancelarię notarialną w Limanowej. Pochowany na cmentarzu w Limanowej.